# Blikschaar

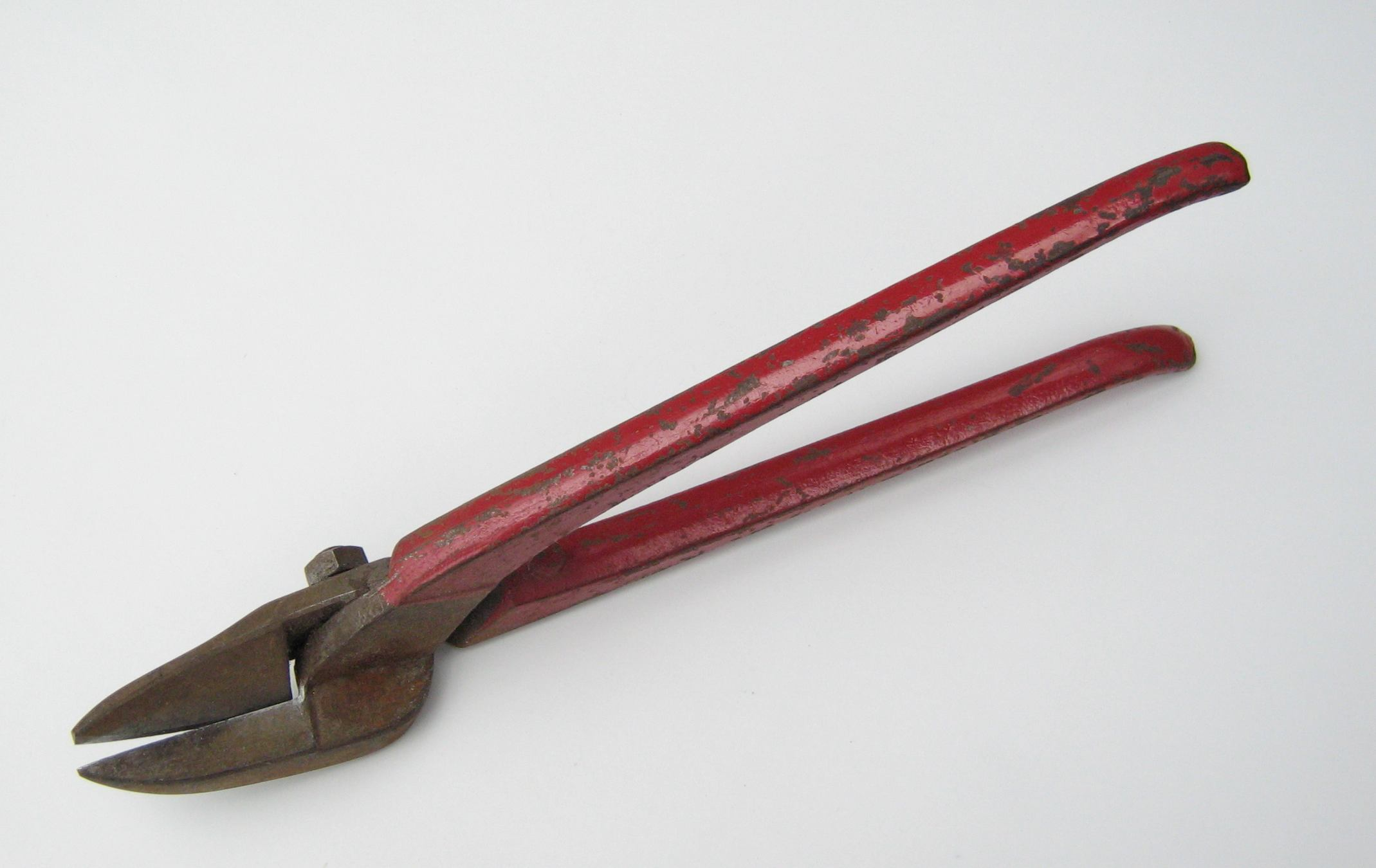
Blikschaar

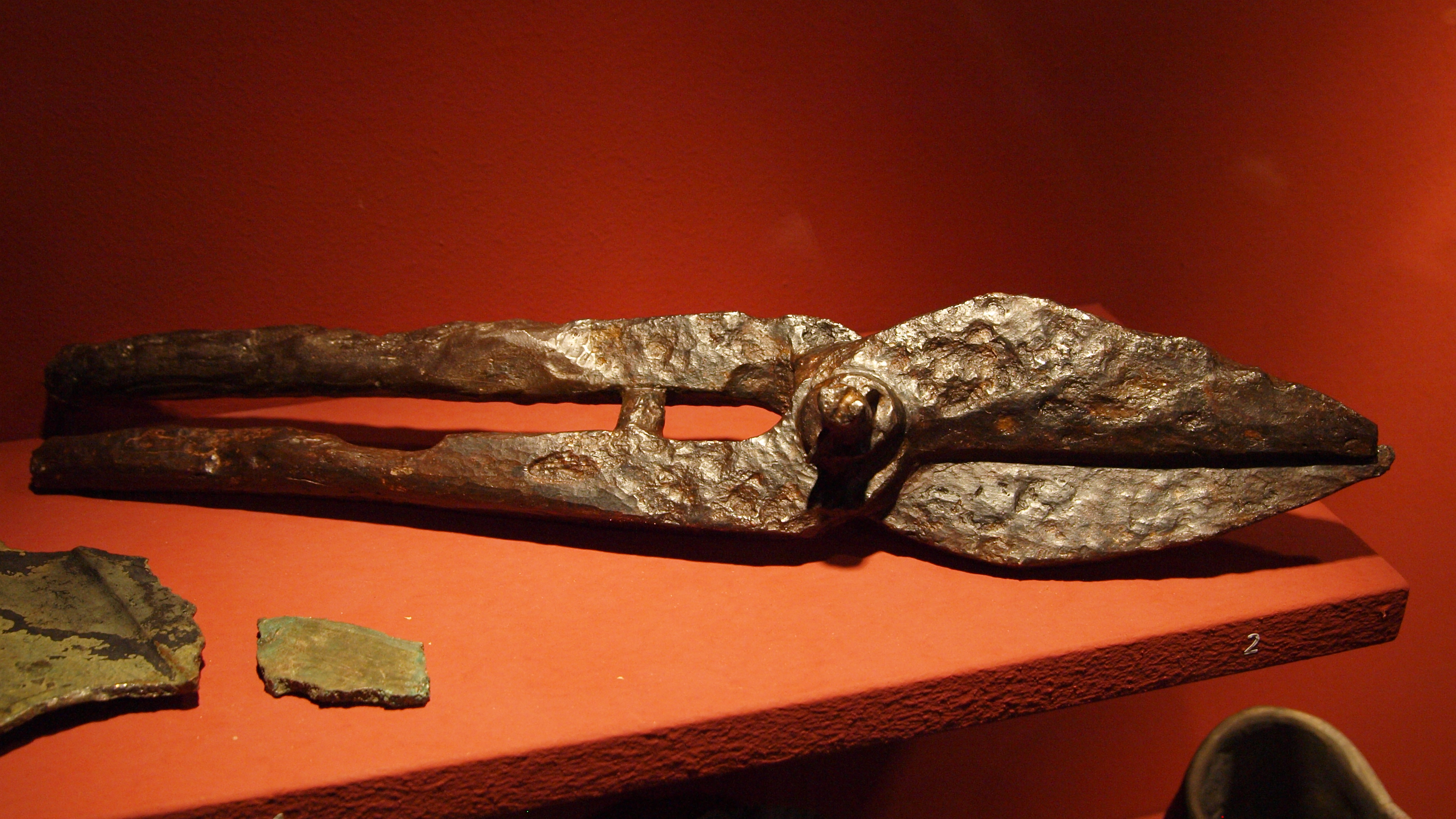
Romeinse blikschaar (ongeveer 1e tot 4e eeuw)

Een blikschaar, gatschaar of plaatknipschaar is een plaatschaar waar platen dun metaal (zoals blik) mee kunnen worden geknipt.
De blikschaar wordt bijvoorbeeld door de brandweer gebruikt om auto's open te knippen.
Om genoeg kracht te kunnen zetten, heeft de schaar extra lange benen. Ook het snijvlak is van gehard staal om door het blik heen te kunnen knippen. Het gedeelte waarmee geknipt wordt is breed, zodat de schaar niet in de breedte uitwijkt maar door het metaal heen knipt.